# Tony Bonner
Tony Bonner (ur. 23 listopada 1943 w Manly w Sydney) – australijski aktor, reżyser i producent filmowy i telewizyjny.

## Życiorys

### Wczesne lata
Urodził się w Manly, północnej plaży na przedmieściach Sydney. Jego ojciec Frederick Bonner, był czołowym aktorem muzycznym związanym z Her Majesty's Theatre w Sydney, a matka koncertowała jako śpiewaczka sopranistka. Jego dziadek, James Bonner, był burmistrzem Manly i założycielem Manly Life Saving Club.
Po ukończeniu szkoły rozpoczął pracę w firmie dostarczającej manekiny i inne urządzenia do zdobienia. Pracował również w niepełnym wymiarze godzin w teatrze ojca jako asystent.

### Kariera
Mając 18 lat występował w lokalnych produkcjach teatralnych. Jego filmowowa i telewizyjna kariera rozpoczęła się we wczesnych latach 60. W pierwszym sezonie serialu Skippy (1968-70) zdobył popularność w roli pilota śmigłowca Flight Ranger Jerry'ego Kinga. Pracował przez wiele lat w Londynie. W latach 70. powrócił do Australii. W thrillerze Dead Sleep (1990) z udziałem Lindy Blair zagrał postać doktora Jonthana Hecketta. Za drugoplanową rolę Boba McCalluma w dramacie sensacyjnym Liquid Bridge (2003) u boku Ryana Kwantena zdobył nominację do nagrody Australian Film Institute.

### Życie prywatne
W latach 1972–1992 był żonaty z modelką Nolą Clark, z którą ma trzy córki. Jedna z nich Chelsea Bonner została dyrektorką Plus-size model agency BELLA model management.

## Wybrana filmografia

### Filmy fabularne
- 1969: Intruzi (The Intruders) jako Jerry King, Flight Ranger
- 1970: Naoczny świadek (Eyewitness) jako Tom Jones
- 1970: Najemnicy (You Can't Win 'Em All) jako Reese
- 1971: Istoty z zapomnianego świata (Creatures the World Forgot) jako Toomak
- 1978: Money Movers jako Leo Bassett
- 1982: Człowiek znad Śnieżnej Rzeki (The Man from Snowy River) jako Kane
- 1982: Najwyższy zaszczyt (The Highest Honor) jako Pułkownik W.G. Carey
- 1986: Ostatnia granica (The Last Frontier, TV) jako Tom Hannon
- 1987: Lekka kawaleria (The Lighthorsemen) jako Pułkownik Murray Bourchier
- 1990: Quigley na Antypodach (Quigley Down Under) jako Dobkin
- 1990: Dead Sleep jako dr Jonthan Heckett
- 1992: Huraganowy Smith (Hurricane Smith) jako Howard Fenton
- 1999: Młody Indiana Jones: Bohaterowie pustyni jako Podpułkownik M.W.J. Bouchier
- 2003: Liquid Bridge jako Bob McCallum

### Seriale TV
- 1971: Partnerzy (The Persuaders!) jako Jon
- 1974: Marion
- 1974: Matlock Police jako Graham Cotton
- 1974: Division 4 jako Chris Rapp
- 1974: The Box jako Monte
- 1975: Homicide jako Brett Chilton / Ric Parsons / Russell Craig
- 1975: Cash and Company jako Titus Ruffler
- 1976: Bluey jako James Conder
- 1976: Homicide jako Denny Connell
- 1977: Cop Shop jako Sierżant detektyw Don McKenna
- 1977: Chopper Squad jako Frank
- 1979: Skyways jako Paul MacFarlane
- 1983: Prawo Carsona (Carson's Law) jako Chris Dalton
- 1984: Special Squad jako Carver
- 1985: Anzacs jako kpt. Harold Armstrong
- 1986: Napisała: Morderstwo jako Pierwszy sekretarz Henry Claymore
- 1993: Kroniki młodego Indiany Jonesa jako M.W.J. Bourchier
- 1999: Zatoka serc (Home and Away) jako Roger Lansdowne
- 2000: Pizza jako Kapitan S.A.S.
- 2002: Sąsiedzi (Neighbours) jako Martin Cook